# 사모아의 경제
사모아의 경제는 농업 수출, 개발 원조, 해외 민간 자금 조달에 의존하고 있다. 사모아는 파괴적인 폭풍에 취약한다. 농업은 노동력의 2/3를 고용하고 코코넛 크림, 코코넛 오일, 코프라 등 수출의 9%를 제공한다. 대형 자동차 와이어 하니스 공장 외에 제조 부문에서는 주로 농산물을 가공한다. 관광은 확장되는 분야이다. 1996년에는 7만 명 이상의 관광객이, 2014년에는 12만 명 이상의 관광객이 섬을 방문했다. 사모아 정부는 금융 부문 규제 완화, 투자 장려, 지속적인 재정 규율을 요구했다. 관찰자들은 노동 시장의 유연성을 미래 경제 발전의 기본 강점 요소로 지적한다.

## 거래
뉴질랜드는 사모아의 주요 무역 파트너로서 일반적으로 수입의 35~40%를 제공하고 수출의 45~50%를 구매한다. 호주, 미국령 사모아, 미국, 피지 또한 중요한 무역 파트너이다. 주요 수입품은 식품 및 음료, 산업 용품 및 연료이다. 1차 부문(농업, 임업, 어업)은 노동력의 거의 3분의 2를 고용하고 GDP의 17%를 생산한다. 사모아의 주요 수출품은 정제된 석유, 생선, 코코넛 제품이다.
사모아 해역에서는 어업이 어느 정도 성공을 거두었지만 가장 큰 어업은 아메리칸 사모아에 기반을 두고 있다. 스타키스트(StarKist) 경영진은 아사우(Asau)에서 2002년까지 가동될 급속 냉동고 프로젝트를 시작할 것이라고 발표했다. 이 발표는 스타키스트가 사모아로 이주하려는 진정한 동기에 대한 점점 커지는 의심을 불식시켰다. 아사우에서 제안된 급속 냉동고 운영은 이 마을에 다시 활기를 불어넣을 것으로 예상되었다.